# Objectif de deux degrés

Cette figure illustre les taux auxquels les émissions mondiales de CO_{2} doivent diminuer après 2024 pour limiter l’augmentation de la température mondiale à 1,5, 1,7 ou 2,0 degrés Celsius sans recourir à des émissions nettes négatives.

Évolution des températures terrestres et marines 1880-2020 par rapport à la moyenne 1951-1980.

L'objectif de deux degrés est l'objectif de la politique climatique internationale de limiter le réchauffement climatique à moins de deux degrés Celsius d'ici 2100 par rapport au niveau d'avant le début de l'industrialisation. Il fait partie intégrante de l'accord de Paris sur le climat. Cet objectif est une détermination politique fondée sur des connaissances scientifiques concernant les conséquences probables du réchauffement climatique, qui date de la Conférence de Copenhague en 2009,. Il est critiqué comme étant insuffisant,, car même un réchauffement de deux degrés aura des conséquences graves pour l'homme et l'environnement, comme l'a notamment démontré le Rapport spécial du GIEC sur les conséquences d'un réchauffement planétaire de 1,5 °C.